# Cúpula de Líderes da América do Norte
A Cúpula de Líderes da América do Norte (em inglês: North American Leaders' Summit; em espanhol: Cumbre de Líderes de América del Norte) é uma reunião de cúpula trilateral com a presença do Primeiro-ministro do Canadá, o Presidente do México e o Presidente dos Estados Unidos. As primeiras edições da cúpula foram inicialmente realizadas como parte da Parceria de Segurança e Prosperidade da América do Norte (SPP) - um programa de diálogo entre os três países do subcontinente estabelecido em 2005 - e prosseguiram mesmo após a suspensão deste programa em 2009.
Em sua décima e mais recente edição, a Cúpula de Líderes da América do Norte foi liderada pelo Presidente mexicano Andrés Manuel López Obrador em 10 de janeiro de 2023 na Cidade do México. Também alcunhada pela imprensa como Cumbre de los Tres Amigos (ou "Cúpula dos Três Amigos"), a cimeira é compreendida por estudiosos como a mais alta interação diplomática entre estes três países e uma das mais relevantes movimentações diplomáticas do continente americano juntamente com a Cúpula das Américas.

## Cúpulas de Líderes da América do Norte
| Ano  | #   | Data            | País           | Cidade           | Anfitrião                        | Ref.   |
| ---- | --- | --------------- | -------------- | ---------------- | -------------------------------- | ------ |
| 2005 | 1ª  | 23 de março     | Estados Unidos | Waco             | Presidente George W. Bush        | [ 7 ]  |
| 2006 | 2ª  | 31 de março     | México         | Cancún           | Presidente Vicente Fox           | [ 8 ]  |
| 2007 | 3ª  | 20-21 de agosto | Canadá         | Montebello       | Primeiro-ministro Stephen Harper | [ 9 ]  |
| 2008 | 4ª  | 21-22 de abril  | Estados Unidos | Nova Orleães     | Presidente George W. Bush        | [ 10 ] |
| 2009 | 5ª  | 8-11 de agosto  | México         | Guadalajara      | Presidente Felipe Calderón       | [ 11 ] |
| 2012 | 6ª  | 2 de abril      | Estados Unidos | Washington, D.C. | Presidente Barack Obama          | [ 12 ] |
| 2014 | 7ª  | 19 de fevereiro | México         | Toluca           | Presidente Enrique Peña Nieto    | [ 13 ] |
| 2016 | 8ª  | 29 de junho     | Canadá         | Ottawa           | Primeiro-ministro Justin Trudeau | [ 14 ] |
| 2021 | 9ª  | 18 de novembro  | Estados Unidos | Washington, D.C. | Presidente Joe Biden             | [ 15 ] |
| 2023 | 10ª | 10 de janeiro   | México         | Cidade do México | Presidente López Obrador         | [ 16 ] |

### Representações por país
| 2005           | Paul Martin                 | George W. Bush | Vicente Fox |
| 2006           | Paul Martin                 | George W. Bush | Vicente Fox |
| Stephen Harper |                             | George W. Bush | Vicente Fox |
| 2007           | Felipe Calderón             | George W. Bush |             |
| 2008           | Felipe Calderón             | George W. Bush |             |
| 2009           | Felipe Calderón             | George W. Bush |             |
| Barack Obama   | Felipe Calderón             |                |             |
| 2010           | Felipe Calderón             |                |             |
| 2011           | Felipe Calderón             |                |             |
| 2012           | Felipe Calderón             |                |             |
| 2013           | Enrique Peña Nieto          |                |             |
| 2014           | Enrique Peña Nieto          |                |             |
| 2015           | Enrique Peña Nieto          |                |             |
| Justin Trudeau | Enrique Peña Nieto          |                |             |
| 2016           | Enrique Peña Nieto          |                |             |
| 2017           | Enrique Peña Nieto          | Donald Trump   |             |
| 2018           | Enrique Peña Nieto          | Donald Trump   |             |
| 2019           | Andrés Manuel López Obrador | Donald Trump   |             |
| 2020           | Andrés Manuel López Obrador | Donald Trump   |             |
| 2021           | Andrés Manuel López Obrador | Joe Biden      |             |
| 2022           | Andrés Manuel López Obrador | Joe Biden      |             |
| 2023           | Andrés Manuel López Obrador | Joe Biden      |             |